# Alfred Wall (compositeur)
Pour les articles homonymes, voir Wall.
Alfred Michael Wall est un violoniste et compositeur britannique, né le 29 septembre 1875 et mort le 8 octobre 1936, longtemps associé au Conservatoire de Newcastle.

## Carrière
Alfred Wall est né dans le quartier de Camden, à Londres, où son père, William Wall était « professeur de musique ».
En 1886, âgé de 11 ans, il obtient une bourse pour étudier le violon au Royal College of Music. Au milieu des années 1890, il devient musicien d'orchestre et de chambre à Londres. En parallèle, il commença à composer son Quatuor à cordes en sol et sa Sonate pour violon en mi en 1897 et 1898 au Queen's Hall,.
Des années 1900 aux années 1920, il fut professeur de violon au Conservatoire de Newcastle où il travailla en étroite collaboration avec Edgar Bainton et se lia d'amitié avec William Gillies Whittaker,,. Là-bas, il s'est principalement consacré à la musique de chambre, devenant directeur des concerts de chambre municipaux. Il s'est produit en tant que soliste et a dirigé quelquefois l'Orchestre Philharmonique de Newcastle-on-Tyne.
En tant que soliste, Wall joua lors de la première représentation diffusée de la Légende pour violon et orchestre de Delius, le 5 novembre 1924.
Vers la fin de sa vie, Wall a élu domicile à Penrith. Il décède enfin dans une maison de retraite à Carlisle à la suite d'une rechute après une opération en octobre 1936,.

## Liste des œuvres
- Quatuor à cordes en sol (1897)
- Sonate pour violon en mi (1898)
- Concerto pour violon (Philharmonique de Newcastle, 1920)
- Quatuor pour piano et cordes en do mineur (Prix Carnegie, 1920)
- Sonate en la pour violon et piano (1921)
- Trio en Sib pour violon, violoncelle et piano (1921)
- Bagatelles pour orchestre (1922)
- Quatre chansons (1922)
- Ouverture de Thanet pour orchestre (Bournemouth Music Festival, 1922)
- Quatuor à cordes (1922)
- Deux Légendes pour orchestre (1923)
- Lucrèce, poème symphonique pour orchestre (Eastbourne Festival, 1923)
- Récréations, suite pour cordes (1925)
- Pastorale et Bourrée pour orchestre à cordes (OUP, 1927)
- Trois esquisses pour quatuor à cordes (diffusé en 1932)
- Ballade pour alto et orchestre à cordes (1934)
- Cavatina et Caprice pour orchestre (diffusé en 1935)